# Humberto (futebolista)
Humberto André Rêdes Filho (Rio de Janeiro, 20 de junho de 1945), mais conhecido como Humberto, ou Humberto André, ou Humberto Rêdes é um ex-futebolista brasileiro, que atuava como atacante.

## Carreira
Humberto começou sua carreira nas categorias de base do Vasco da Gama em 1960.

Dois anos depois, ele foi para o América-RJ e, em 1964, chegou ao Botafogo, no mesmo ano foi campeão e artilheiro do Campeonato Carioca Juvenil, com 22 gols em 22 jogos.

Ainda em 1964, fez parte do grupo que representou a Seleção Brasileira nas Olimpíadas de 1964, atuando na estreia, um empate por 1-1 contra o Egito.

Permaneceu no Botafogo até 1970, tendo como principais títulos no clube dois campeonatos cariocas e um brasileiro.

Após uma passagem pelo Olaria, Humberto foi para o Flamengo em 1972, e no mesmo ano foi campeão carioca novamente.

Depois de se aposentar, Humberto formou-se em Educação Física e fez doutorado na área esportiva. Trabalhou como treinador dos juniores do Botafogo e, como técnico da equipe principal, conquistou o Torneio de Genebra de 1984. Ainda trabalhou na CBF e atualmente é professor.

## Títulos
Botafogo
- Troféu Triangular de Caracas: 1970
- Taça Guanabara: 1967 e 1968
- Campeonato Carioca: 1967 e 1968
- Campeonato Brasileiro: 1968

Flamengo
- Campeonato Carioca: 1972